# Нижняя Колежма
Нижняя Колежма — озеро на территории Сумпосадского сельского поселения Беломорского района Республики Карелии.

## Общие сведения
Площадь озера — 1,6 км², площадь водосборного бассейна — 234 км². Располагается на высоте 49,1 метров над уровнем моря.
Форма озера лопастная, продолговатая: вытянуто с севера на юг. Берега изрезанные, каменисто-песчаные.
Через озеро протекает река Колежма, впадающая в Онежскую губу Белого моря (Поморский берег).
В озере около десяти небольших безымянных острова различной площади.
К западному берегу озера подходит лесовозная дорога, отходящая от дороги местного значения 86К-20 («Беломорск — Сумпосад — Вирандозеро — Нюхча»).
Код объекта в государственном водном реестре — 02020001411102000009063.